# Torsagöl
Torsagöl är en sjö i Uppvidinge kommun i Småland och ingår i Alsteråns huvudavrinningsområde. Sjön har en area på 0,103 kvadratkilometer och ligger 143,2 meter över havet.

## Delavrinningsområde
Torsagöl ingår i det delavrinningsområde (631405-149893) som SMHI kallar för Utloppet av Uvasjön. Medelhöjden är 147 meter över havet och ytan är 28,11 kvadratkilometer. Räknas de 19 avrinningsområdena uppströms in blir den ackumulerade arean 501,62 kvadratkilometer. Avrinningsområdets utflöde Alsterån mynnar i havet. Avrinningsområdet består mestadels av skog (85 %). Avrinningsområdet har 1,52 kvadratkilometer vattenytor vilket ger det en sjöprocent på 5,4 %.